# Towarzystwo Budowy Samochodów AS
Towarzystwo Budowy Samochodów AS war ein polnischer Hersteller von Automobilen.

## Unternehmensgeschichte
Czesław Zbierański gründete 1924 in Warschau das Unternehmen als Automobilwerkstatt. 1927 stellte er Jan Łaskia ein. Gleichzeitig begannen die Arbeiten an einem Prototyp. Chefkonstrukteur war Aleksander Liberman. Im Januar 1928 war das Fahrzeug fertig. Die Produktion begann im März 1928. Der Markenname lautete AS. Das Unternehmen verwendete viele Teile, die in Polen hergestellt wurden. Lediglich die Einbaumotoren wurden aus Frankreich bezogen. 1930 endete die Produktion.

## Fahrzeuge
Im Modell S-1 sorgte ein Vierzylindermotor von Chapuis-Dornier mit 950 cm³ Hubraum und 18 PS Leistung für den Antrieb. Im Modell S-2 kam zunächst ein Motor von Ruby mit 1095 cm³ Hubraum zum Einsatz, der später durch einen Motor von CIME mit 1203 cm³ Hubraum und 24 PS Leistung ersetzt wurde. Für dieses Modell war die bauartbedingte Höchstgeschwindigkeit mit 90 km/h angegeben. Beide Modelle verfügten über das gleiche Fahrgestell mit Vierradbremsen sowie einem Dreiganggetriebe. Viele Fahrzeuge wurden als Taxi eingesetzt. Szydłowiecka Fabryka Powozów Braci Węgrzeckich i Spółki stellte die Karosserien her.

## Produktionszahlen
Das Unternehmen stellte 1928 etwa 50 Fahrzeuge her. 1929 entstanden lediglich 20, und 1930 noch mindestens drei.